# Canal Futura
Futura é um canal de televisão brasileiro. Pertence à Fundação Roberto Marinho, instituição educativa privada do conglomerado de mídia Grupo Globo. Foi inaugurado pelo jornalista Roberto Marinho em 22 de setembro de 1997 na cidade do Rio de Janeiro, capital do estado homônimo. Seu sinal, programado pelo Canais Globo, pode ser captado em todo o Brasil através de canais de operadoras de TV por assinatura e de antenas parabólicas digitais, além de ter como parceiras TVs abertas que retransmitem sua programação em algumas localidades do país.

## História
Foi criado em 1997, como um projeto da Fundação Roberto Marinho. Desde então, o canal tem se tornado referência como um projeto de educação e experiência relevante de investimento social privado. O Futura foi criado para levar a toda a população brasileira, em especial às camadas populares, conhecimento que possa ser aplicado ao cotidiano, propondo e gerando transformações para uma melhor inserção no mercado de trabalho, na vida familiar, escolar e social.
O Canal Futura é responsável pela concepção e supervisão dos programas que exibe. O modelo de produção adotado pelo canal é de terceirização, contratando produtoras que contribuam criativamente para a realização dos programas.
O Futura é mantido financeiramente pelos seguintes parceiros mantenedores: FIESP, SESI, Fundação Bradesco, Fundação Itaú Social, Globo e Grupo Votorantim.
Em 21 de julho de 2006, o Futura começou a ser retransmitido em canal aberto em partes da Região Metropolitana do Rio de Janeiro, através do canal 18 UHF de São Gonçalo.
Em 8 de dezembro de 2008, a emissora inicia a exibição do Sítio do Picapau Amarelo, da Globo.

## Público-alvo
O Futura é voltado, preferencialmente, para as classes C e D, e tem como público alvo os jovens, trabalhadores, donas de casa e educadores. Sua meta é que todas as produções exibidas possam ser vistas e utilizadas pelo mais amplo leque de pessoas, da cidade e do campo.
Até 2015, o canal também era fortemente focado no público infantil, transmitindo desenhos animados de forma semelhante à TV Cultura, porém, os mesmos foram removidos. De acordo com os representantes, a razão foi porque o canal passou a se focar em jovens acima de 12 anos e educadores, embora um dos principais motivos também deva-se à Globosat ter passado a migrar seu conteúdo infantil para os canais Gloob e Gloobinho neste período. As últimas grandes estreias haviam sido Jimmy Neutron e Go Diego Go. No entanto, entre 2017 e 2018 o canal transmitiu a animação francesa Gaston. Em 2020, o canal estreou a animação brasileira WeeBoom. Em 2021, o Canal Futura voltou com sua programação infantil.

## Emissoras
O sinal do Futura é programado pelo Grupo Globo e distribuído gratuitamente pelas operadoras Claro TV e Sky para instituições interessadas. O canal também é retransmitido através de antenas parabólicas digitais.